# Ursula Gerhardt
Ursula Gerhardt (* 25. April 1943 in Düsseldorf) ist eine deutsche Juristin und ehemalige Richterin am Bundesgerichtshof.

## Werdegang
Nach dem Studium der Rechtswissenschaft wurde Gerhardt 1971 mit ihrer Dissertation über „Die Abgrenzung von Vorbereitung und Versuch bei mittelbarer Täterschaft“ an der Ruhr-Universität Bochum zum Dr. iur. promoviert. 1972 trat sie in den höheren Justizdienst der Freien und Hansestadt Hamburg ein, wo sie zunächst beim Justizprüfungsamt, beim Oberlandesgericht Hamburg, beim Amtsgericht Hamburg und beim Landgericht Hamburg tätig war. 1975 wurde Gerhardt zur Richterin am Landgericht Hamburg ernannt. Es folgten Abordnungen an das Amtsgericht Hamburg sowie an die Hamburger Senatskanzlei und 1988 an die Hamburger Leitstelle Gleichstellung der Frau unter Leitung von Eva Rühmkorf.
1989 wurde die Juristin zur Vorsitzenden Richterin am Landgericht Hamburg ernannt. 1991 folgte die Ernennung zur Direktorin des Amtsgerichts Hamburg-Blankenese.
Am 12. April 1996 wurde Gerhardt zur Richterin am Bundesgerichtshof ernannt, wo sie dem 5. Strafsenat angehörte. In diesem Senat wirkte sie an zahlreichen Entscheidungen zum DDR-Unrecht mit.
Mit Ablauf des 30. April 2008 trat Gerhardt altersbedingt in den Ruhestand.

## Verfahren
Als Berichterstatterin war Frau Dr. Gerhardt vorwiegend mit Kapitalstrafsachen und Fällen sonstiger Gewaltdelikte, mit Sexualstrafsachen, insbesondere Jugendschutzsachen, und mit Betäubungsmittelstrafsachen befasst. Ein Schwerpunkt ihres Interesses galt Problemfällen der Schuldfähigkeit, des Maßregelrechts sowie des Jugendstrafrechts, eingeschlossen die mit diesen Bereichen verbundenen speziellen Verfahrensfragen.
So war Ursula Gerhardt im November 2004 Berichterstatterin des Grundsatzurteils des 5. Strafsenats zur Spielsucht. Darin wurde eine Unterbringung einer Person in einer Entziehungsanstalt wegen Spielsucht abgelehnt.
Als Berichterstatterin hob sie außerdem in mehreren Entscheidungen die Verpflichtung von Schwurgerichten und Jugendstrafkammern hervor, die Schuldfähigkeit besonders in Kapitalsachen mit Hilfe psychiatrischer Sachverständiger zu prüfen. Auch spielte in den Verfahren, an denen sie beteiligt war, oft die vielschichtigen Problematik der nachträglichen Anordnung von Sicherungsverwahrung (§ 66b StGB) eine Rolle.
Im Jahre 2007 war die Juristin Berichterstatterin in mehreren spektakulären Fällen. In einem Verfahren ging es um die Tötung von acht neugeborenen Kindern durch eine Frau aus Frankfurt/Oder, die die Leichen ihrer Kinder in Balkonkästen vergraben aufbewahrte. Ein weiteres Verfahren betraf den vierjährigen Dennis aus Cottbus, dessen Eltern für den Hungertod des Kindes verantwortlich waren und dessen Leiche von der Mutter in einer Tiefkühltruhe abgelegt worden war. In einem anderen Prozess wurde der sogenannte Ehrenmord eines jungen Türken an seiner Schwester verhandelt, dessen Brüder das Landgericht Berlin vom Vorwurf der Beteiligung freigesprochen hatte.

## Engagement
2012 wandte sich Ursula Gerhardt mit einer Gruppe engagierter Frauen wie der ehemaligen Bischöfin Maria Jepsen und der ehemaligen Leiterin der Hamburger Leitstelle Gleichstellung der Frau und späteren Ministerin in Schleswig-Holstein Eva Rühmkorf in einem offenen Brief an Justizsenatorin Schiedek. Damals sollte die räumlich eigenständige Teilanstalt des Strafvollzugs für Frauen aufgegeben und in die JVA  Billwerder verlagert werden. Der Brief enthielt die dringende Bitte, diese Entscheidung zurückzunehmen, da durch die Verlagerung die Resozialisierungschancen der Frauen aufgrund der in der JVA Billwerder herrschenden Bedingungen massiv eingeschränkt würden.